# В поисках утраченного
«В поисках утраченного» — российская телевизионная биографическая программа, посвящённая знаменитым лицам XX века.

## Хронология развития передачи
Журналист и преподаватель ВГИКа Глеб Скороходов получил предложение о создании документального цикла о неизвестных фактах из жизни известных артистов от одного из слушателей его лекций, режиссёра «Авторского телевидения» Алексея Гиганова. Название передаче было дано по аналогии с романом Марселя Пруста «В поисках утраченного времени». Первые («пилотные») выпуски, снятые с одобрения Киры Прошутинской, были посвящены Леониду Утёсову и Марике Рёкк. После положительных оценок от телезрителей и критиков было принято решение продолжить цикл с рассказами и о советских, и о зарубежных деятелях искусств.
Изначально передача выходила на 1-м канале Останкино (позже — на ОРТ) с 13 декабря 1993 по 26 ноября 2000 года. Большую часть сезонов режиссёром программы была Елена Смелая. Отличительной чертой передачи являлось то, что Скороходов, выполняя роль автора и повествователя, находился в кадре не в единственной комнате или студии, а на фоне мест или достопримечательностей, связанных с героем выпуска. Помимо этого, Скороходов лично выбирал лиц для своих рассказов: так, он отказывался снимать выпуски об Элизабет Тейлор и Мэрилин Монро ввиду противоречивых подробностей их биографий.
С 15 сентября по 27 октября 2001 года программа выходила на НТВ по инициативе нового генерального продюсера телеканала Александра Олейникова. После ухода Олейникова с данной должности программа была окончательно закрыта.
31 января 2002 года на ОРТ был повторён выпуск об Алексее Грибове в честь 100-летия со дня рождения актёра.

## Список выпусков в порядке выхода в эфир

### 1993
- 1993 Леонид Утёсов
- 1993.12.13. Изабелла Юрьева
- 1993 Марика Рёкк

### 1994
- 1994.01.21. Франческа Гааль
- 1994.02.04. Милица Корьюс
- 1994.03.05. Рина Зелёная
- 1994.04.29. Одри Хепбёрн
- 1994.05.25. (название выпуска не установлено)
- 1994.06.30. Георгий Виноградов
- 1994.09.08. (название выпуска не установлено)
- 1994.10.19. Любовь Орлова
- 1994.12.01. Джина Лоллобриджида. Часть 1
- 1994.12.14. Джина Лоллобриджида. Часть 2
- 1994.12.26. (название выпуска не установлено)
- 1994. Фред Астер
- 1994. Роберт Тейлор
- 1994. Марлен Дитрих

### 1995
- 1995.01.30. Лолита Торрес
- 1995.02.23. Клавдия Шульженко
- 1995.04.01. (название выпуска не установлено)
- 1995.04.19. Янина Жеймо
- 1995.05.18. Грета Гарбо
- 1995.06.28. Зоя Фёдорова
- 1995.07.20. Марк Бернес
- 1995.08.17. Цара Леандер
- 1995.09.21. Зоя Фёдорова (повтор)
- 1995.10.18. Владимир Володин
- 1995.11.07. Фаина Раневская
- 1995.12.06. Пётр Алейников

### 1996
- 1996.01.10. Дина Дурбин
- 1996.02.07. Михаил Кузнецов
- 1996.03.06. Николай Крючков
- 1996.04.03. Тамара Макарова
- 1996.05.22. Эдди Рознер
- 1996.06.05. Гленн Миллер
- 1996.07.10. Вера Марецкая
- 1996.08.21. Евгений Самойлов
- 1996.09.11. Джуди Гарленд
- 1996.10.16. Любовь Орлова
- 1996.11.13. Иван Переверзев
- 1996.12.11. Борис Чирков

### 1997
- 1997.01.14. Лидия Смирнова
- 1997.02.05. Татьяна Окуневская
- 1997.04.09. Сара Монтьель
- 1997.06.15. Николай Черкасов
- 1997.08.06. Джанет Макдональд
- 1997.09.17. Сергей Мартинсон
- 1997.11.06. Павел Кадочников
- 1997.11.27. Кларк Гейбл
- 1997.12.18. Бетт Дэвис

### 1998
- 1998.01.08. Игорь Ильинский
- 1998.01.29. Леонид Гайдай
- 1998.02.26. Соломон Михоэлс
- 1998.03.12. Валентина Караваева
- 1998.04.23. Исаак Дунаевский
- 1998.05.07. Ирина Зарубина
- 1998.06.18. Борис Бабочкин
- 1998.09.03. Георгий Виноградов
- 1998.10.15. Александр Роу
- 1998.11.05. Татьяна Пельтцер
- 1998.12.20. Ян Кепура

### 1999
- 1999.01.14. Клавдия Шульженко
- 1999.02.18. Наталья Защипина
- 1999.03.18. Милица Корьюс
- 1999.04.08. Эраст Гарин
- 1999.06.17. Сергей Лемешев
- 1999.07.01. Михаил Яншин
- 1999.09.09. Георгий Вицин
- 1999.12.04. Любовь Добржанская

### 2000
- 2000.01.08. Михаил Астангов
- 2000.02.05. Евгения Ханаева
- 2000.03.04. Алексей Грибов
- 2000.03.18. Георг Отс
- 2000.05.28. Ольга Жизнева
- 2000.06.11. Николай Баталов
- 2000.09.10. Василий Ванин
- 2000.10.01. Евгений Леонов
- 2000.10.28. Василий Меркурьев
- 2000.11.26. Пётр Щербаков

### 2001
- 2001.09.15. Михаил Названов и Ольга Викландт
- 2001.09.22. Эдди Рознер
- 2001.09.29. Рина Зелёная
- 2001.10.06. Кларк Гейбл
- 2001.10.27. Алла Тарасова

## Награды
1998 — ТЭФИ в номинации «Лучшая программа об искусстве».